# Caduto
Il Caduto (Fallen One) è un personaggio dei fumetti, creato da Keith Giffen (testi) e Ron Lim (disegni), pubblicata dalla Marvel Comics. La sua prima apparizione avvenne su Thanos n. 11 (agosto 2004).

## Biografia del personaggio
Il personaggio appare per la prima volta nella miniserie "Thanos", e si rivela essere stato originariamente il primo araldo di Galactus. Il Divoratore, tentando per la prima volta di crearsi un servo, lo potenziò con l'energia oscura. Il Caduto però si dimostrò crudele e alla fine venne imprigionato dal suo padrone. Ciò scatenò l'ira dell'ormai ex araldo, il quale fuggì e tentò più volte di attaccare Galactus per vendicarsi. In seguito, l'eroe Star-Lord riuscì ad imprigionarlo nella prigione intergalattica delle Kyln.
Il Caduto riuscì a liberarsi dalla sua prigionia quando la struttura venne coinvolta e danneggiata in un combattimento tra Thanos e la Creatrice. Caduto si mise subito sulle tracce di Galactus per vendicarsi ma il Divoratore di mondi lo teletrasportò immediatamente a Thanos dicendogli di farne ciò che voleva. Il titano schiavizzò mentalmente il Caduto e lo costrinse a servire come suo Araldo.
Durante le prime ore della Guerra Annihilation, il Caduto, per ordine di Thanos, si mette alla ricerca di Kosmos ma incappa negli dei primigeni Tenebroso e Aegis, che lo uccidono nel tentativo di sottrargli segreti su Galactus. Il suo cadavere viene poi restituito dalle due entità a Thanos come gesto di disprezzo.

## Poteri e abilità
Il Caduto, a detta dello stesso Galactus, è stato il più potente di tutti gli araldi da lui creati, nonché quindi il suo prediletto. A differenza degli altri araldi permeati di Potere Cosmico, infatti, il Caduto detiene il controllo della cosiddetta energia oscura. Questa può essere usata in svariati modi: per aumentare forza e resistenza, per proiettare energia, creare buchi neri e "dimensioni tascabili", manipolare il tempo e lo spazio, controllare lo spettro elettromagnetico e trasmutare la materia. Il Caduto è inoltre in grado di viaggiare più veloce della luce ed è immune ai rigori dello spazio.